# メガターミナルオペレーター

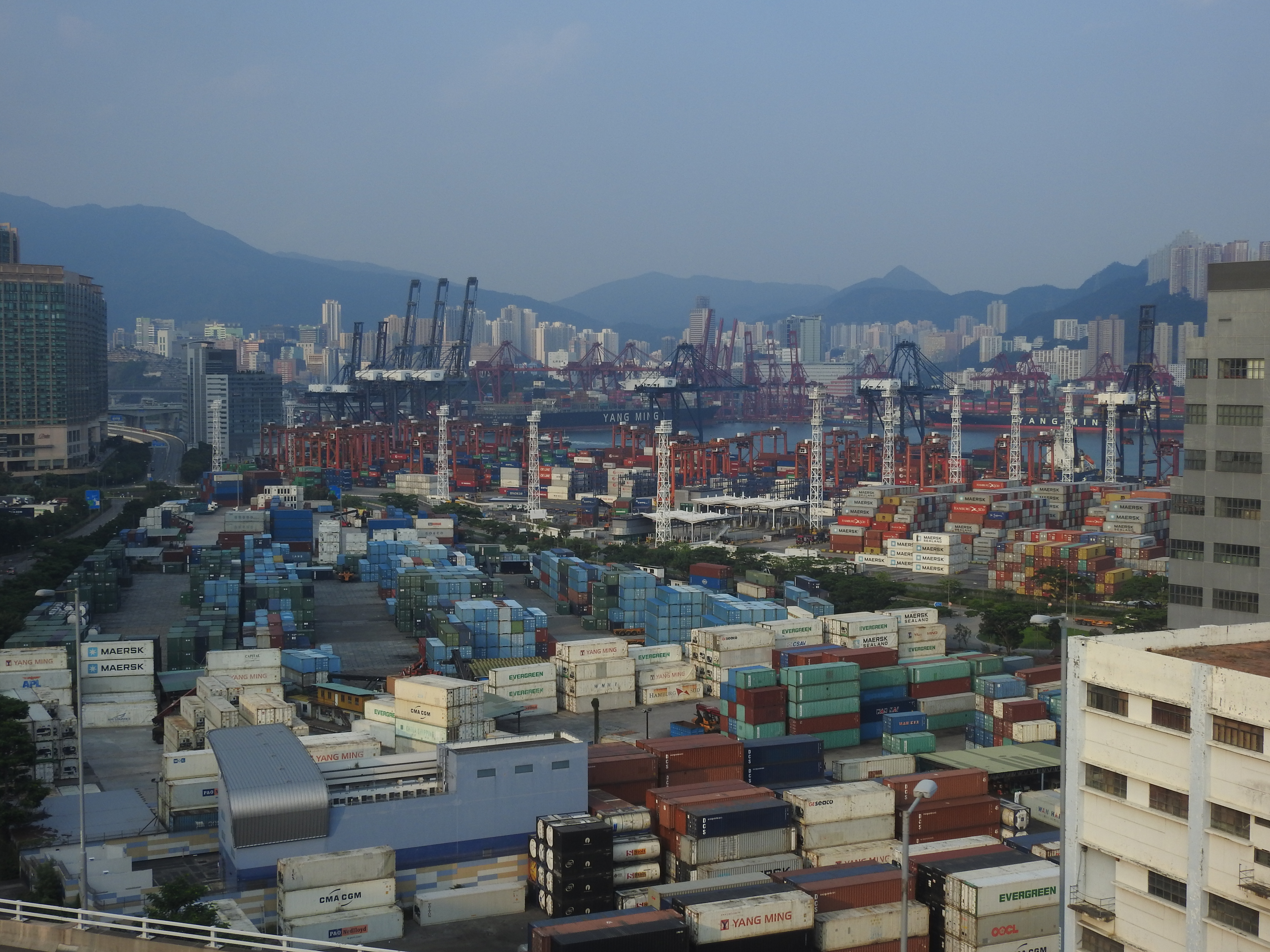
葵青コンテナターミナル（香港）

メガターミナルオペレーターとは、港湾ターミナル運営を行う巨大港湾運営会社のこと。港湾のうち、海上コンテナ貨物を扱う埠頭を鉄道駅や空港と同じくターミナル（コンテナターミナル）といい、コンテナ船の施設利用調整・荷役作業、船社誘致など、コンテナターミナルの運営業務を担う会社をターミナルオペレーターという。世界においてそれを行う民間会社の中で特に巨大会社をメガターミナルオペレーターという。
港湾会社系と船会社系があり、大手の中で香港のハチソン（Hutchison Port Holdings 略称はHPH）、シンガポールのPSAインターナショナル、アラブ首長国連邦のDPWが港湾局・港湾会社系、オランダのAPMターミナルズ(APM Terminals)が船会社系であり世界最大の海運会社A.P. モラー・マースクグループに属する。
メガターミナルオペレーターについては民間企業の形をとっていても、世界各国においては港湾会社はきわめて公共性が高く、多くの国では港湾を管理するのは港湾公社や港湾局（ポート・オーソリティ）といった公社・公共企業体である。シンガポールのPSAもドバイのDPWも、もとは港湾局を海外進出のために民営化（株式会社化）したものであり、最終的には国家戦略の一つとして位置づけられているので、公益企業としての一面を必ず持っている。

## 経緯
1960年代後半に始まった国際海運のコンテナリゼーションは、海陸複合一貫輸送を特色とする「物流革命」であったが、その潮流のなかでコンテナターミナルは、海陸を結ぶ結節点として当初から必要不可欠な機能であった。
国際コンテナ輸送の黎明期、コンテナターミナルは船会社にとってドア・ツー・ドアでコンテナを円滑に輸送するうえでの「コストセンター」としての位置づけに過ぎなかった。
ところが、コンテナ輸送が急速に拡大するとともに、大量集約輸送によるコスト削減の観点からコンテナ船の大型化が進むなか、主なコンテナターミナルの取り扱い規模も飛躍的に増大。これに伴い、1980年代終わりごろより、コンテナターミナルそのものが、荷役作業収入や船舶の施設使用料収入などで収益を生み出す装置(「プロフィットセンター」)として、注目され始めた。
ターミナルビジネスの拡大によって、いくつかの港湾運営会社が世界のターミナル運営権の買収などを繰り返すとともに、船社のコンテナ輸送・物流戦略と連動した世界規模でのターミナルネットワーク化などを積極的に進め、急激な成長を遂げた。メガターミナルオペレーターの出現である。
| 順位 | 会社名                              | 取扱量(百万TEU) | 世界占有率(%) |
| ---- | ----------------------------------- | --------------- | ------------- |
| 1    | Hutchison Ports                     | 81.0            | 11.8          |
| 2    | APM Terminals                       | 69.3            | 10.1          |
| 3    | PSAインターナショナル               | 63.8            | 9.3           |
| 4    | COSCO Group                         | 62.8            | 9.2           |
| 5    | DPワールド                          | 60.5            | 8.8           |
| 6    | Terminal Investment Limited         | 36.2            | 5.3           |
| 7    | 招商局港口                          | 27.2            | 4.0           |
| 8    | China Shipping Terminal Development | 26.3            | 3.8           |
| 9    | Eurogate                            | 14.0            | 2.0           |
| 10   | 韓進海運                            | 13.5            | 2.0           |

＊資本10%未満の拠点は除いてある。
＊ステべドアリング事業、バージ事業での取扱量は除いてある。
＊2016年3月に第4位のCOSCO GroupのCOSCO Pacificは第8位のChina Shipping Terminal Developmentを買収し、2016年8月に中遠海運港口有限公司に社名変更した。
＊第7位の招商局港口は国有企業の招商局集団の子会社である。
＊第10位の韓進海運は2016年8月に経営破綻した。

## 利点
港湾ターミナルを世界各国で同じ会社が運営することにより、海運は円滑に実行され、港湾ターミナルの国際ネットワークを作ることで物流コストの削減をはかることができる。また船の港への誘致に有利であり、一国に偏ることによるリスクを避け、情報収集においても利点がある。
経営面では、大規模コンテナターミナルを単一の会社が運営することにより岸壁利用（バースウインドー）の最適化やガントリークレーン稼働の効率化を図ることが可能になり、同時に港湾労働が宿命的に抱える波動性リスクも最小限に抑制することができる。さらに近隣中小港からの戦略的なトランシップ（積み替え）貨物集荷によって、母船-フィーダー船間で1本のコンテナを2回荷役することになり、収益性向上につなげることができる。

## 日本への導入
世界規模でのメガターミナルオペレーター台頭の流れにあって、日本の港湾はこれまで「蚊帳の外」の状態が続いた。この理由としては、日本港湾最大の利用者である日本の船会社がターミナルビジネスに積極関与しなかったこと、国内の港湾会社（港湾運送事業者）が世界展開するだけの力を持ち合わせていなかったこと、などが挙げられる。
メガターミナルオペレーターを主体とする世界的な港湾間競争で、負の影響を最も強く受けた日本港湾が神戸港であった。神戸港は1980年代までアジアのみならず世界トップクラスのコンテナ港湾として繁栄したが、その力の源泉は瀬戸内海、および韓国・中国から小型コンテナ船（フィーダー船）などを介して集められ、北米・欧州方面の大型コンテナ船（母船）に積み替えられるトランシップ貨物にあった。
しかし、1990年代に入り近隣アジア諸港のコンテナターミナルが急速に拡充されるにつれ、神戸港に集まっていたトランシップ貨物が減少傾向に転じた。加えて1995年の阪神・淡路大震災で神戸港のコンテナ埠頭が壊滅的な被害を受けたことにより、瀬戸内の中小港湾の国際コンテナ貨物の多くが韓国・釜山港でのトランシップにシフト。全コンテナ取扱個数に占めるトランシップ貨物の比率は、震災直前の1994年で31.6%だったのが、2006年にわずか1.6%まで激減。国際ハブ港湾としての神戸港の地位はほぼ失われてしまった。
こうした国内主要港の地盤沈下もあって、日本においてもメガターミナルオペレーターによる港湾経営の世界的流れを無視できなくなった。国土交通省は2002年に検討を開始したスーパー中枢港湾政策（2004年に3大湾・五大港などを指定）によって、コンテナターミナル運営の統合・大規模化を図る方針を明記。2004年に五大港のうち横浜港、名古屋港、大阪港、神戸港の各港で下記4会社が設立された（ほかに四日市港にも設立）。
各社は基本的にそれぞれの港を基盤とする港湾運送事業者が共同出資する形で設立（名古屋港だけは港湾運送事業者のほかトヨタ自動車の物流子会社と日本の大手船会社も出資している）。国からの無利子融資を受けながら荷役機械を調達したり、国・地方公共団体から行政財産の貸し付けを受けたりしながらコンテナターミナルの運営を行い、日本の港湾運営改革を先導するための役割を担っている。
しかしながら各社とも、ターミナル規模や会社の規模は海外のメガターミナルオペレーターに遠くおよばず、しかも法制上の制約から作業料金設定・収受、利用者（船会社）との交渉・誘致、荷役作業やバース利用調整など、収益に直結する中核業務でいずれも主体性を有していない（これらの業務は各社に出資する港湾運送事業者が個別に船会社と折衝、荷役サービスを提供している）。世界的なネットワークの一部を構成していない点も、言うまでもない。
このため、日本における「メガターミナルオペレーター」は、実態面で海外のそれとは全くの別物の、単なる施設所有・管理会社とみて差し支えなく、また「世界標準」の運営会社に発展できるかどうかも、現状では全く展望が開けていない。
- 日本の「メガターミナルオペレーター」
  - 横浜港 - 横浜港メガターミナル株式会社（YPM）
  - 名古屋港 - 飛島コンテナ埠頭株式会社（TCB）
  - 大阪港 - 夢洲コンテナターミナル株式会社（DICT）
  - 神戸港 - 神戸メガ・コンテナターミナル株式会社（KMCT）

なお、スーパー中枢港湾とは別に、日本港湾でメガターミナルオペレーター育成の野心的な試みがなされたのが、北九州港・ひびきコンテナターミナルである。2005年春に供用開始したひびきコンテナターミナルの運営では、前出のシンガポール・PSAコーポレーションが、世界的メガターミナルオペレーターとしては日本港湾の運営に初参入。日本の港湾運送事業者などと共同出資の運営会社「ひびきコンテナターミナル株式会社」(HCT)を設立し、PFI事業によるターミナル運営に携わった。しかし取扱貨物の極度な不振によりHCTは2007年7月に大幅に業務を縮小。自社調達した荷役機械などを港湾管理者の北九州市に売却し、当初の目論見は不調に終わった。